# Taekwondo songahm

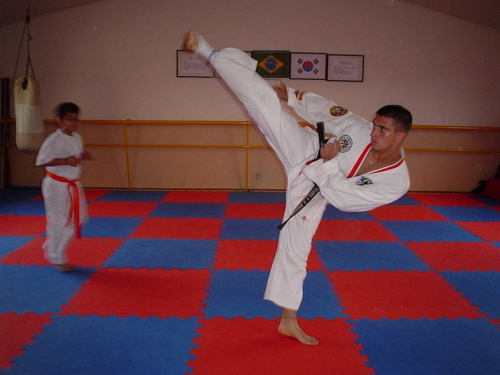
Chute semi-circular.

O estilo Songahm de Taekwondo, ou Taekwondo Songahm, é uma arte marcial criada pelo Grão-Mestre Haeng Ung Lee em 1983. Haeng Ung Lee aprendeu Taekwondo na International Taekwondo Federation (ITF) e criou as suas próprias fórmulas, ou pumsaes, que são conjuntos estabelecidos de movimentos numa luta contra um oponente imaginário. As técnicas utilizadas pelos praticantes são um pouco diferentes do estilo olímpico de Taekwondo, no entanto as regras são parecidas, podendo chutar o tórax e o rosto, mas não podendo socar este último.
O estilo Songahm diferencia-se de outros estilos por incorporar treinamentos mais amplos, como defesa pessoal, armas, rupturas de madeira e programas especiais de acordo com cada praticante. Nas aulas, para além da luta competitiva, há treinos de defesa pessoal, projecções, torções e imobilizações. Para os cintos pretos, existe ainda a possibilidade de complemento dos conhecimentos com a aprendizagem do manuseamento de armas orientais. Dentre as armas treinadas no estilo, podem-se citar a Katana, Nunchaku, Bastão (Longo ou Curto), Tonfa (o popular cassetete), Facas, Kamas, entre outras.
Existe o intuito de não limitar as técnicas somente às que são permitidas nas competições, formando um artista marcial mais completo.

## Criação do Taekwondo Songahm
Quando o Taekwondo foi recuperado oficialmente em 1955 na Coreia do Sul, esta estava ainda em recuperação da ocupação pelo Japão por trinta anos. Como resultado, as fórmulas utilizadas pelos instrutores de Taekwondo estavam profundamente influenciadas pelos vários estilos japoneses de artes marciais. Em particular, apesar do Taekwondo dar muita ênfase a técnicas de chutes, as poomsaes tinham muito poucos.
A American Taekwondo Association (ATA) é a associação responsável pela introdução do estilo Songahm. Durante os seus primeiros anos, a ATA utilizou as formas do estilo Chang-Hon, também utilizado pela ITF. Mas, embora este estilo fosse amplamente aceite na comunidade de Taekwondo, o Grão-Mestre Lee sentiu que as fórmulas deste não reflectiam adequadamente o Taekwondo, particularmente a força e a beleza das técnicas de chute[carece de fontes?]. Haeng Ung Lee acreditava que essas formas contribuíam pouco para o currículo do Taekwondo. Por exemplo, era esperado que os cintos brancos soubessem chutes frontais e laterais, mas não apareciam chutes frontais até à terceira poomsae (cinto amarelo), e não havia qualquer chute lateral até à poomsae seguinte (cinto camuflado).
De 1983 a 1990, Haeng Ung Lee introduziu as dezoito Poomsaes Songahm. A intenção de H. U. Lee era que estas fórmulas fizessem parte de um currículo completamente integrado, em que tudo o que um estudante aprendesse reforçasse tudo o que tinha aprendido até então. As fórmulas contêm todas ou quase todas as técnicas que os estudantes devem saber em cada categoria. Os segmentos de sparring complementam as fórmulas, e todos esses padrões conduzem logicamente aos movimentos exigidos para cada nova graduação. Os estudantes Songahm fazem chutes laterais e frontais na fórmula de cinto branco, chutes semi-circulares na fórmula de cinto laranja, e "chutes frontais saltando" na fórmula de cinto amarelo. De acordo com o seu criador, o currículo do Songahm facilita a progressão de uma graduação para a próxima, de modo que os estudantes que se iniciam no Taekwondo com o sentimento que nunca serão capazes de fazer um simples bloco alto, de repente vêem-se alguns anos mais tarde a fazer "ganchos saltando" de 360 graus com facilidade[carece de fontes?].

## Regras e conceitos
Taekwondo significa "a arte ou o caminho das mãos e dos pés" que desenvolve a pessoa física e mentalmente.
Songahm significa "templo ao pinheiro", em uma palavra "equilíbrio". O pinheiro simboliza a lealdade eterna, é uma árvore de folha perene (eterna) com uma vida longa, cujas raízes e tronco se desenvolvem de forma simultânea e equilibrada o que simboliza o desenvolvimento físico e mental do praticante de Taekwondo Songahm, sendo que, o tronco corresponde ao corpo e as raízes à mente.[carece de fontes?]
O nome das fórmulas começa sempre por "Poome-sae Songahm" seguido do nome do respectivo grau.

### Espírito Songahm do Taekwondo
Para praticar é feito um juramento no início da aula ou competição, designado Espírito Songahm do Taekwondo:
Senhor,
Praticarei no espírito songahm do Taekwondo,
com Cortesia aos meus companheiros,
Lealdade ao meu instrutor,
e Respeito aos inferiores e superiores,
Senhor.

No final, é feito um juramento relativo ao comportamento fora do dojang:
Senhor,
Viverei com Perseverança no espírito songahm do Taekwondo,
em Honra com os demais,
Integridade comigo mesmo,
e Auto-controlo das minhas acções,
Senhor.
Antes de dizer o Espírito Songahm do Taekwondo é necessário fazer uma linha (ou várias formando uma matriz, se forem mais alunos) por graduação do cinto e segundo a palavra de comando "Charyeot" fazer a saudação ("Gyeongnye"). Nesta saudação curvam-se as costas dizendo "Songahm" se esta se dirigir para os instrutores e companheiros, ou faz-se o mesmo em silêncio se for para as bandeiras, colocadas no topo da sala.

### Graus de aperfeiçoamento

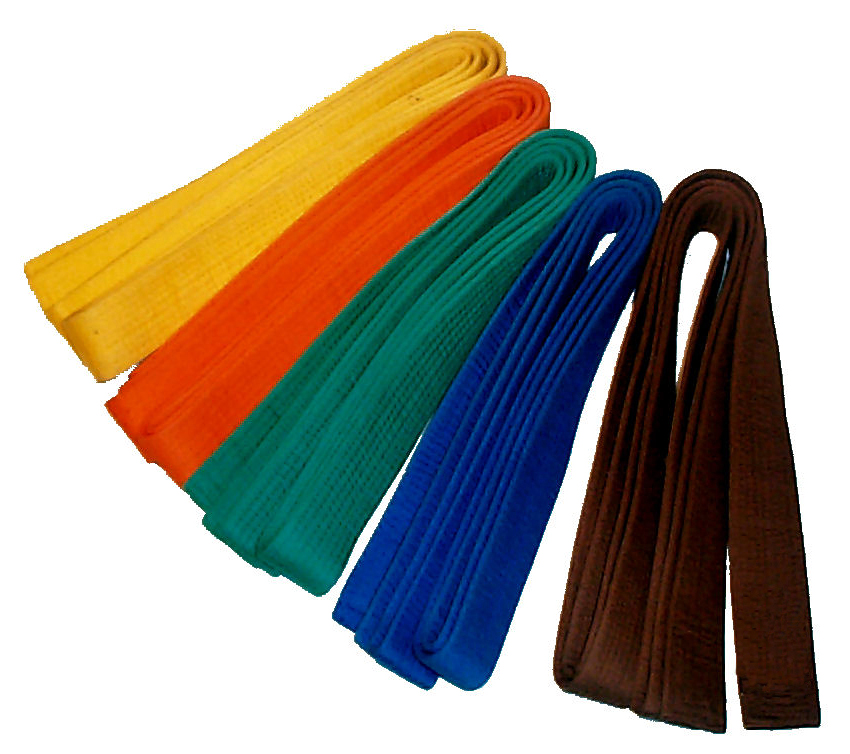
Alguns dos cintos utilizados nos diferentes Geups no Taekwondo Songahm

A caminhada do praticante dentro do taekwondo é divida inicialmente em Geups e em seguida em Dans. Cada Geup corresponde a uma faixa colorida que o taekwondista amarra na cintura, sobre o dobok, a vestimenta característica dessa arte marcial. A sequência seguida é:
- Branca (9º GUB)
- Laranja (8º GUB - Recomendado/Decidido)
- Amarela (7º GUB - Recomendado/Decidido)
- Camuflada (6º GUB - Recomendado/Decidido)
- Verde (5º GUB - Recomendado/Decidido)
- Roxa (4º GUB - Recomendado/Decidido)
- Azul (3º GUB - Recomendado/Decidido)
- Castanha (2º GUB - Recomendado/Decidido)
- Vermelha (1º GUB - Recomendado/Decidido)
- Vermelha e preta (1º DR - Recomendado)
- Preta (1º Dan - Decidido a 9º Dan)

### Competições
Os combates, com contacto, designados de sparring, ocorrem em um round de dois minutos, sendo o vencedor aquele que tiver efectuado mais pontos no final desse período; fazem-se pontos se houver contacto no tórax ou na cabeça. Em caso de empate no final do tempo, procede-se ao combate por ponto de ouro, em que vence quem primeiro pontuar. A pontuação é atribuída por 3 juízes, um central e dois laterais e corresponde a:[carece de fontes?]
- 1 ponto - golpe de punho ou chute em secção-meia (tórax);
- 2 pontos - chute em secção alta (cabeça). Não é permitido golpe de punho em secção alta;
- +1 ponto - é somado mais um ponto aos anteriores chutes se forem aplicados com salto.

O combate começa quando o juiz diz "Sijak" e termina sempre que este diz "Baro", voltando-se à posição de "Junbi", para atribuição de pontos ou advertências. Usa-se o "Kihap"(grito forte) nos movimentos realizados durante o combate, para soltar o ar do pulmão e dar mais potência ao golpe.
Fora das competições também há combate, no sparring para exame, que corresponde a um combate sem contacto ou com contacto leve. O objectivo é avaliar o conhecimento por parte do aluno dos básicos do seu cinto, ou seja, das técnicas de combate do seu cinto e a sua habilidade[carece de fontes?].
Também há "segmentos de sparring" nos cintos mais graduados, em que há uma sequência de movimentos de combate, feitos sem que haja um oponente físico mas sim como se tivesse um oponente imaginário. O conceito é semelhante ao da pumsae, mas as posições adoptadas são sempre de combate[carece de fontes?].

### Instruções em Coreano
No Taekwondo Songahm, as instruções e comandos básicos são dados em coreano. Os comandos utilizados incluem:
| Palavra    | Hangul    | Significado                       |
| ---------- | --------- | --------------------------------- |
| Charyeot   | 차렷      | Posição de Sentido                |
| Gyeongnye  | 경례      | Saudar                            |
| Baro       | 바로      | Retorno                           |
| Swieo      | 쉬어      | À vontade, descansar              |
| Kihap      | 기합      | Grito de ataque\grito forte       |
| Junbi      | 준비      | Atenção (para começar);preparar   |
| Sijak      | 시작      | Começar                           |
| Kalyo      | 갈려      | Quebrar (separar)                 |
| Gyesok     | 계속      | Continuar                         |
| Geuman     | 그만      | Parar (na posição em que se está) |
| Dwiro dora | 뒤로 돌아 | Girar (meia volta)                |
| Haesan     | 해산      | Terminar (Sair)                   |

## Federações
O estilo Songahm tem 3 federações, filiadas à Casa Central, a ATA (American Taekwondo Association), a STF (Songahm Taekwondo Federation) e a WTTU (World Traditional Taekwondo Union).

### American Taekwondo Association
A American Taekwondo Association foi fundada em 1969 em Omaha, Nebraska, nos Estados Unidos da América, pelo Grão-Mestre sul-coreano Haeng Ung Lee, 7 anos após a sua chegada ao país. É considerada a matriz do Songahm, por controlar o estilo nesse país. A sua sede localiza-se actualmente em Little Rock, no estado do Arkansas, onde anualmente decorrem os campeonatos mundiais do estilo Songahm.
Nascido na Manchúria, China, o Grão-Mestre H. U. Lee mudou-se com a família para a Coreia após a Segunda Guerra Mundial e lá iniciou a sua formação em artes marciais em 1953. Serviu no exército coreano como treinador de Taekwondo para tropas especiais, antes de se reformar para abrir uma escola dessa arte marcial, na base da força aérea em Osan. Um americano chamado Richard Reed foi um dos seus alunos, e em 1962, Reed (que hoje é um Senior Master) veio com H. U. Lee para Omaha. Aí abriram uma escola de Taekwondo, e em 1969 a ATA começou a abrir escolas por todo o país.
Desde o início, o Grão-Mestre Lee estava determinado em estabelecer a organização mais profissional possível de artes marciais. Em 1973, introduziu o primeiro manual para instrutor, que fornecia informações e procedimentos para uniformizar o funcionamento de todas as escolas ATA. Em 1976, organizou o primeiro Grande Torneio Nacional, que foi o antecessor dos Campeonatos Mundiais de Taekwondo Songahm. Um ano mais tarde, mudou a sede da ATA de Omaha para Little Rock, de onde rapidamente começaram a sair anualmente cerca de 200 cintos negros com certificação de instrutor.

### Songahm Taekwondo Federation
A Songahm Taekwondo Federation foi fundada em 1984 em conjunto pelo Eternal Grand Master Haeng Ung Lee e pelo Chief Master Cesar Ozuna. Foi a primeira ramificação do Taekwondo Songahm fora dos EUA e do Canadá, representando o estilo em toda a América do Sul.[carece de fontes?]

### World Traditional Taekwondo Union
A World Traditional Taekwondo Union foi fundada no Outono de 1990. A sua abrangência compreende todos os restantes países do Mundo não cobertos pela ATA (EUA) e STF (América do Sul). Actualmente, a WTTU é composta por escolas no Canadá, Alemanha, Escócia, Espanha, Holanda, Inglaterra, Portugal, Suécia, África do Sul, Coreia do Sul, Guam e Japão.

### Outras organizações
Existem ainda outras organizações associadas à ATA. São elas a ATA-Extreme, dedicada às Xtreme Martial Arts, e a KTC (Korean Taekwondo Council), que representa o ramo da ATA na Coreia.[carece de fontes?]

## Taekwondo Songahm em Portugal
Em Portugal, o Taekwondo Songahm foi introduzido em 1991 pelo Master José Pedro Reyes, na altura Instrutor em Formação (colarinho Vermelho) 1º Dan, hoje 6° Dan.
No dia 9 de Novembro de 2009 foi aberta a primeira academia a tempo inteiro no País (bem como na Europa), pelo Master Pedro Tânger, com o nome Songahm Taekwondo Academy Tanger (STAT). Este projecto é visto pela Casa Central como um importante passo para o crescimento da modalidade na Europa.